# Le Neubourg
Ne doit pas être confondu avec Le Neufbourg dans le département de la Manche
Pour les articles homonymes, voir Neubourg.
Le Neubourg est une commune française du département de l'Eure, en région Normandie.
Ses habitants sont appelés les Neubourgeois.

## Géographie

### Localisation
Le Neubourg est une commune du Centre du département de l'Eure. Elle est la « capitale » d'une « région naturelle » portant son nom : le plateau du Neubourg, appelé traditionnellement « Campagne du Neubourg » au sens normanno-picard du terme, attestée sous une forme française la champaigne du Neufbourc en 1428. Le bourg est à 23 km à l'est de Bernay, à 23 km au nord-ouest d'Évreux et à 35 km au sud de Rouen.
| Sainte-Opportune-du-Bosc   | Sainte-Opportune-du-Bosc Vitot |                      |
| Villez-sur-le-Neubourg     | Neubourg                       | Crosville-la-Vieille |
| Épreville-près-le-Neubourg | Le Tremblay-Omonville          |                      |

### Hydrographie
La commune est située dans le bassin Seine-Normandie. Elle n'est drainée par aucun cours d'eau,.

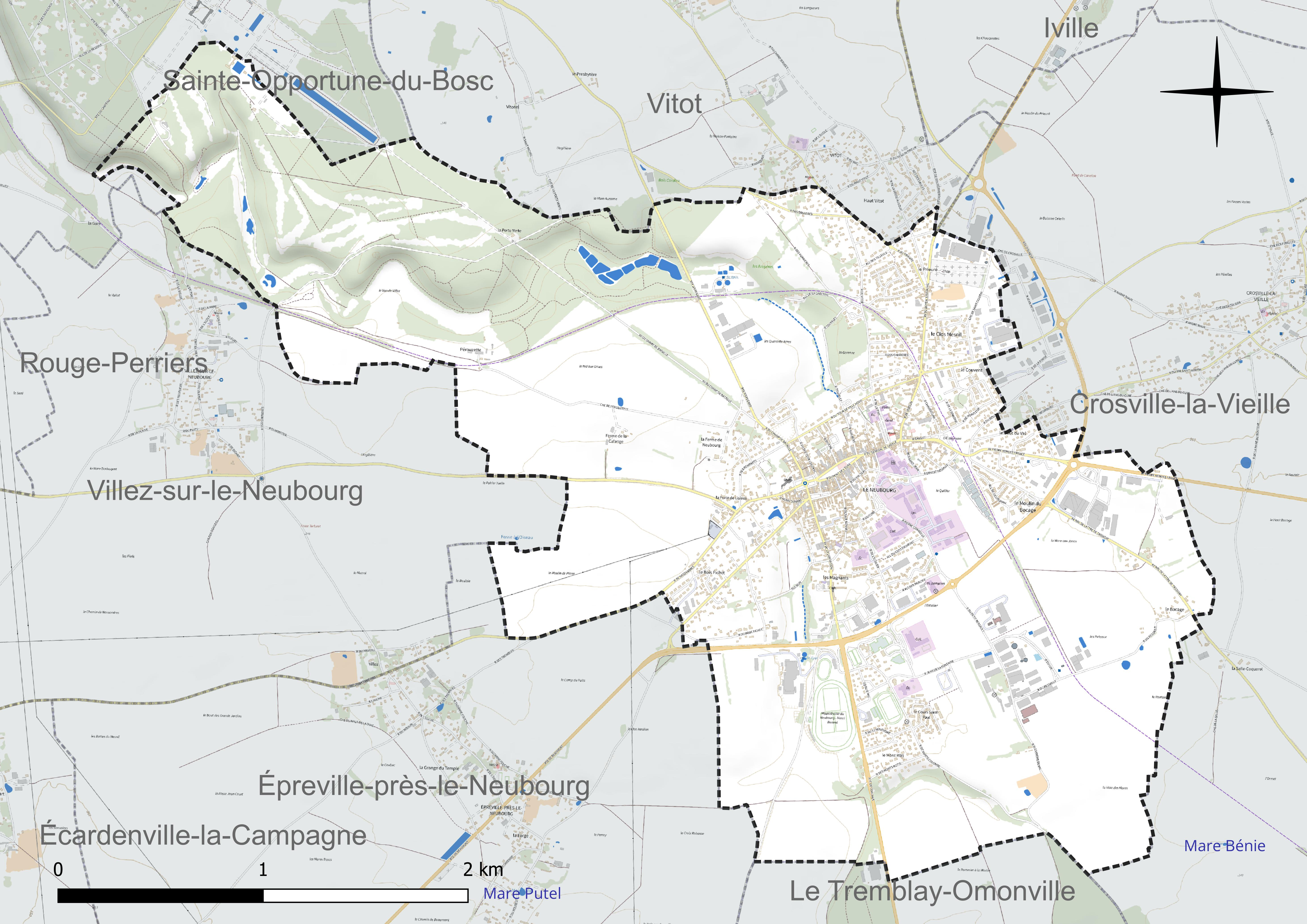
Réseau hydrographique du Neubourg.

### Climat
Pour des articles plus généraux, voir Climat de la Normandie et Climat de l'Eure.
En 2010, le climat de la commune est de type climat océanique dégradé des plaines du Centre et du Nord, selon une étude du CNRS s'appuyant sur une série de données couvrant la période 1971-2000. En 2020, Météo-France publie une typologie des climats de la France métropolitaine dans laquelle la commune est exposée à un climat océanique et est dans la région climatique  Côtes de la Manche orientale, caractérisée par un faible ensoleillement (1 550 h/an) ; forte humidité de l’air (plus de 20 h/jour avec humidité relative > 80 % en hiver), vents forts fréquents. Parallèlement le GIEC normand, un groupe régional d’experts sur le climat, différencie quant à lui, dans une étude de 2020, trois grands types de climats pour la région Normandie, nuancés à une échelle plus fine par les facteurs géographiques locaux. La commune est, selon ce zonage, exposée à un « climat des plateaux abrités », correspondant aux plaines agricoles de l’Eure, avec une pluviométrie beaucoup plus faible que dans la plaine de Caen en raison du double effet d’abri provoqué par les collines du Bocage normand et par celles qui s’étendent sur un axe du Pays d'Auge au Perche.
Pour la période 1971-2000, la température annuelle moyenne est de 10,4 °C, avec  une amplitude thermique annuelle de 13,9 °C. Le cumul annuel moyen de précipitations est de 742 mm, avec 12 jours de précipitations en janvier et 8,3 jours en juillet. Pour la période 1991-2020, la température moyenne annuelle observée sur la station météorologique la plus proche, située sur la commune de Brionne à 14 km à vol d'oiseau, est de 11,5 °C et le cumul annuel moyen de précipitations est de 791,7 mm,. Pour l'avenir, les paramètres climatiques de la commune estimés pour 2050 selon différents scénarios d’émission de gaz à effet de serre sont consultables sur un site dédié publié par Météo-France en novembre 2022.

## Urbanisme

### Typologie
Au 1er janvier 2024, Le Neubourg est catégorisée bourg rural, selon la nouvelle grille communale de densité à 7 niveaux définie par l'Insee en 2022.
Elle appartient à l'unité urbaine du Neubourg, une agglomération intra-départementale dont elle est ville-centre,. Par ailleurs la commune fait partie de l'aire d'attraction du Neubourg, dont elle est la commune-centre,. Cette aire, qui regroupe 13 communes, est catégorisée dans les aires de moins de 50 000 habitants,.

### Occupation des sols
L'occupation des sols de la commune, telle qu'elle ressort de la base de données européenne d’occupation biophysique des sols Corine Land Cover (CLC), est marquée par l'importance des territoires agricoles (52,2 % en 2018), en diminution par rapport à 1990 (57,8 %). La répartition détaillée en 2018 est la suivante : 
terres arables (44,7 %), zones urbanisées (26 %), forêts (13,4 %), prairies (6,8 %), espaces verts artificialisés, non agricoles (5,8 %), zones industrielles ou commerciales et réseaux de communication (2,6 %), zones agricoles hétérogènes (0,8 %). L'évolution de l’occupation des sols de la commune et de ses infrastructures peut être observée sur les différentes représentations cartographiques du territoire : la carte de Cassini (XVIIIe siècle), la carte d'état-major (1820-1866) et les cartes ou photos aériennes de l'IGN pour la période actuelle (1950 à aujourd'hui).

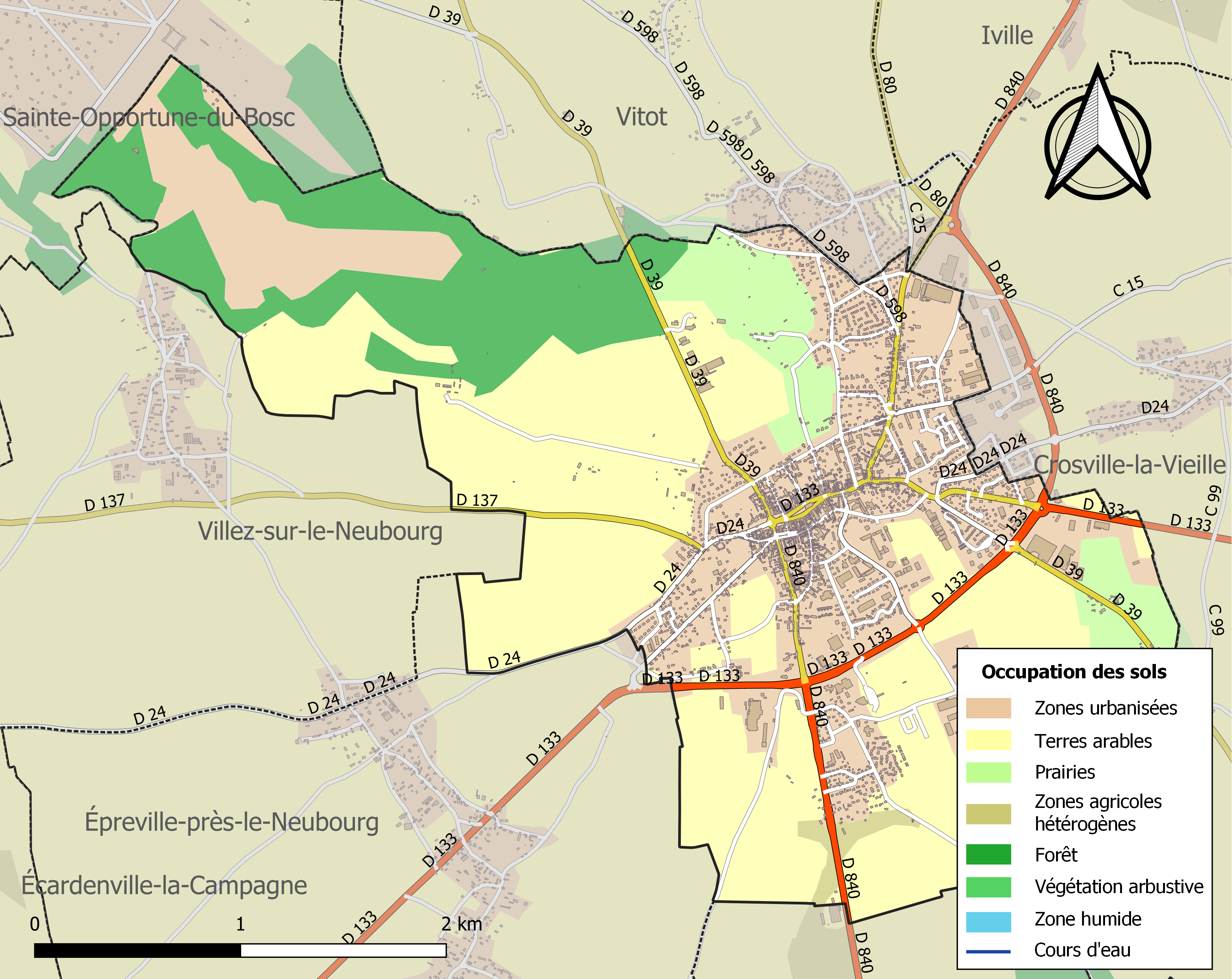
Carte des infrastructures et de l'occupation des sols de la commune en 2018 (CLC).

## Toponymie
Le nom de la localité est mentionné sous les formes Novus Burgus en 1089 (charte de Roger à la Barbe), Neuf Borc en 1195, Noef-Borc en 1200 (Chron. de Saint-Denis, Hist. de France, t. XVIII, p. 385), Castellum Novum en 1211 (ch. de Henri de Neubourg), Neubort en 1281 (Trésor des chartes), Nuefbourg en 1350 (Saint-Allais, Monstre) Neufboure en 1359, Nuefbourc en 1383 (arch. nat.), Neufbourc et Neufbourt en 1401 (aveu de Charles de Couesmes), Nuefbourc en 1403 (aveu d’Yves de Vieuxpont), Neaubourg en 1419 (Soc. des antiquaires, 23e vol.), Neboursg en 1469, Neubourg-la-Forêt en 1828 (L. Dubois).
On ne connaît pas la date précise de sa fondation. Cependant, il est peu probable qu'elle soit antérieure à l'époque ducale. François de Beaurepaire fait remarquer que la présence de l'article défini implique vraisemblablement une date de fondation au début du second millénaire.
L'antéposition de l'adjectif neu(f)- est caractéristique de l'influence syntaxique du germanique continental, du vieil anglais ou du norrois. Dans la partie sud du domaine d'oïl, on trouve uniquement la forme Bourgneuf ou Bourg-neuf. On rencontre plusieurs noms de lieux se terminant par -bourg dans la toponymie de la Normandie, dont un ancien Wambourg (Saint-Aubin-sur-Quillebeuf) dans l'Eure ; de nombreux Cabourg, Cherbourg, Jobourg, etc. Ces formations composées sont caractéristiques du Nord de la France.
Homonymie avec le Neufbourg, commune de la Manche, plusieurs hameaux de Normandie du type le Neu(f)bourg et homographie avec le village annexe de Neubourg, rattaché administrativement à Dauendorf, dans le Bas-Rhin.

## Histoire
Le Neubourg a laissé à la postérité la lecture d'un coutumier mis au jour en 1972.
Le Neubourg a été le théâtre d'évènements historiques importants. C'est au Neubourg, au début du XIIe siècle, que les barons anglo-normands se réunissent à la mort du roi Henri Beauclerc (4e fils de Guillaume le Conquérant), pour désigner un successeur. Pendant ce temps, un des neveux d'Henri, Étienne de Blois, s'empare du Trésor Royal de Winchester et cet évènement marque le début d'une guerre civile anglaise qui se terminera dix-neuf ans après, par l'accession au trône de l'Angevin Henri Plantagenêt, époux d'Aliénor d'Aquitaine.
On peut citer aussi Jacques Charles Dupont de l'Eure (1767-1855), premier président du gouvernement provisoire de la Deuxième République en 1848, né au Neubourg et qui en fut le premier magistrat en 1792. Le Dr Auzoux, né à Saint-Aubin-d'Écrosville, a inventé l'écorché d'anatomie que de nombreux élèves ont vu en classe de sciences naturelles, ce qui explique la présence locale d'un Musée de l'écorché d'anatomie, rassemblant plusieurs belles pièces des « ateliers Auzoux ».
En 1962, Jacques Mesrine, alors inconnu, y est arrêté pour la première fois alors qu'il essayait, avec trois complices, de s'en prendre à l'agence du Crédit agricole (ses parents possédaient une maison de campagne à Louviers).

### Héraldique
| Armes du Neubourg | Ces armes peuvent se blasonner ainsi : bandé de gueules et d'or. |

## Politique et administration

### Liste des maires

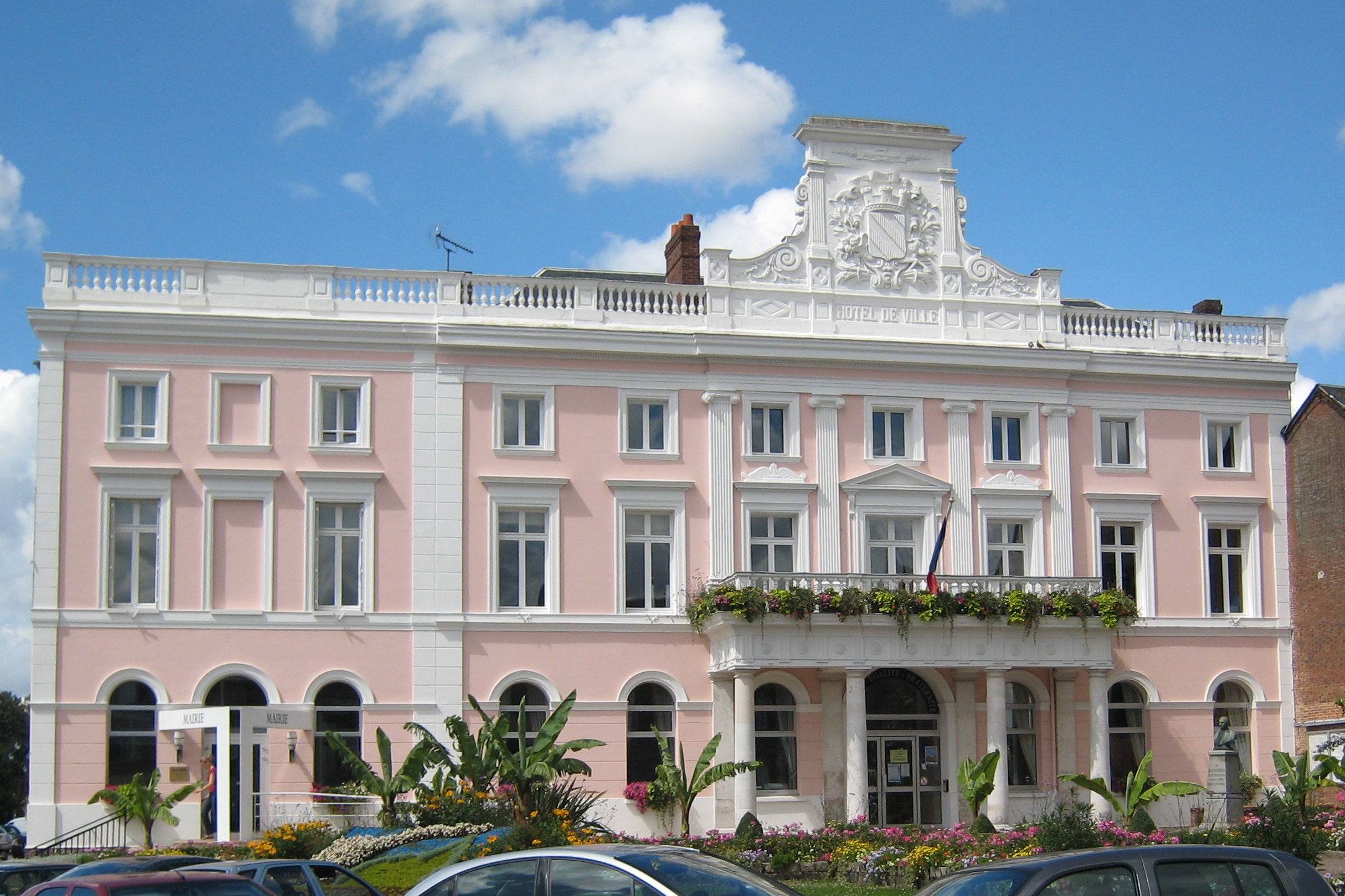
L'hôtel de ville.

| Période                                  | Période       | Identité                         | Étiquette | Qualité                                                     |
| ---------------------------------------- | ------------- | -------------------------------- | --------- | ----------------------------------------------------------- |
| 1789                                     | 1790          | Michel Duclos                    |           |                                                             |
| 1790                                     | 1791          | Jacques Leroy                    |           | Marchand épicier                                            |
| 1791                                     | 1792          | Jean Charles Lechevalier         |           | Fabricant de toiles                                         |
| 1792                                     | 1793          | Jacques Charles Dupont de l'Eure |           | Avocat, député                                              |
| 1793                                     | 1795          | Jacques Dupuis                   |           | Notaire                                                     |
| 1795                                     | 1795          | André Bidault                    |           | Cultivateur                                                 |
| 1795                                     | 1800          | Jean François Vesque             |           | Marchand de toiles                                          |
| 1800                                     | 1812          | André Bidault                    |           | Cultivateur                                                 |
| 1812                                     | 1815          | François Paturel                 |           | Ancien militaire                                            |
| 1815                                     | 1816          | Jean Baptiste Guérard            |           | Epicier                                                     |
| 1816                                     | 1830          | Pierre Cantel                    |           | Fabricant de toiles                                         |
| 1830                                     | 1831          | François Bougrain                |           | Notaire                                                     |
| 1831                                     | 1832          | François Périer                  |           | Epicier                                                     |
| 1832                                     | 1848          | Robert Paturel                   |           | Notaire                                                     |
| 1848                                     | 1851          | Ambroise Pilon                   |           | Rentier                                                     |
| 1851                                     | 1852          | Pierre Bucaille                  |           | Marchand de bois et de fer                                  |
| 1852                                     | 1858          | Robert Paturel                   |           | Notaire                                                     |
| 1858                                     | 1870          | Francois Lemenu                  |           | Notaire                                                     |
| 1870                                     | 1884          | Henri Lenoble                    |           | Notaire                                                     |
| 1884                                     | 1892          | Alphonse Delamotte               |           | Cafetier limonadier                                         |
| 1892                                     | 1929          | Arthur Ferrand                   |           | Greffier de justice, homme d'affaires, conseiller général   |
| 1929                                     | 1955          | Octave Bonnel                    | Rad.      | Chef d'entreprise (Bonnel)                                  |
| 1955                                     | 1967          | Legrand                          |           |                                                             |
| 1967                                     | 1983          | Henri Bonnel                     | DVG       | Chef d'entreprise (Bonnel)                                  |
| 1983                                     | 2005          | Roger Barbat                     | RPR       | Médecin                                                     |
| janvier 2006                             | novembre 2012 | Paul Delachaussée                | UMP       | Cadre                                                       |
| 3 février 2013                           | 2020          | Marie-Noëlle Chevalier           | UMP-LR    | Agricultrice                                                |
| 2020                                     | En cours      | Isabelle Vauquelin               |           | Professeur en lycée, conseillère départementale remplaçante |
| Les données manquantes sont à compléter. |               |                                  |           |                                                             |

### Politique de développement durable
En 2017, la commune a été labellisée « 3 fleurs » par le Conseil national de villes et villages fleuris de France.

## Population et société

### Démographie
L'évolution du nombre d'habitants est connue à travers les recensements de la population effectués dans la commune depuis 1793. Pour les communes de moins de 10 000 habitants, une enquête de recensement portant sur toute la population est réalisée tous les cinq ans, les populations de référence des années intermédiaires étant quant à elles estimées par interpolation ou extrapolation. Pour la commune, le premier recensement exhaustif entrant dans le cadre du nouveau dispositif a été réalisé en 2004.

En 2022, la commune comptait 4 251 habitants, en évolution de +3 % par rapport à 2016 (Eure : −0,25 %, France hors Mayotte : +2,11 %).
| 1793  | 1800  | 1806  | 1821  | 1831  | 1836  | 1841  | 1846  | 1851  |
| ----- | ----- | ----- | ----- | ----- | ----- | ----- | ----- | ----- |
| 1 702 | 1 944 | 1 902 | 1 809 | 2 118 | 2 131 | 2 105 | 2 292 | 2 341 |

| 1856  | 1861  | 1866  | 1872  | 1876  | 1881  | 1886  | 1891  | 1896  |
| ----- | ----- | ----- | ----- | ----- | ----- | ----- | ----- | ----- |
| 2 454 | 2 567 | 2 500 | 2 443 | 2 433 | 2 343 | 2 414 | 2 437 | 2 500 |

| 1901  | 1906  | 1911  | 1921  | 1926  | 1931  | 1936  | 1946  | 1954  |
| ----- | ----- | ----- | ----- | ----- | ----- | ----- | ----- | ----- |
| 2 437 | 2 563 | 2 587 | 2 376 | 2 438 | 2 362 | 2 400 | 2 392 | 2 563 |

| 1962  | 1968  | 1975  | 1982  | 1990  | 1999  | 2004  | 2006  | 2009  |
| ----- | ----- | ----- | ----- | ----- | ----- | ----- | ----- | ----- |
| 2 835 | 3 132 | 3 498 | 3 454 | 3 639 | 3 833 | 3 922 | 3 964 | 4 172 |

| 2014  | 2019  | 2022  | - | - | - | - | - | - |
| ----- | ----- | ----- | - | - | - | - | - | - |
| 4 098 | 4 241 | 4 251 | - | - | - | - | - | - |

## Économie
Riche région agricole, le plateau du Neubourg a été habité dès la préhistoire malgré le manque d'eau. En effet, il n'y a pas de cours d'eau. Lieu de passage vers les villes proches (Rouen, Évreux, Elbeuf, Louviers très importante au Moyen Âge), Le Neubourg a été une place importante de négoce de bétail et de produits agricoles. Son marché est encore reconnu aujourd'hui.
Ville très dynamique (plus d'emplois que d'habitants), l'activité économique est agricole mais aussi industrielle avec la plasturgie, l'entreprise Valois (société Aptar depuis 2012), leader de la fabrication de pompes d'aérosol, l'alimentaire avec Saveur de France-Brossard et les abattoirs (groupe Socopa), le textile avec un pôle majeur en Europe de teillage de lin.
Elle est le siège du journal Le Courrier de l'Eure.
Sa devise résume bien l'état d'esprit des gens de la région : « Travail vaut richesse ».

## Culture locale et patrimoine

### Lieux et monuments
La commune du Neubourg compte trois édifices classés et inscrits au titre des monuments historiques :
- L'église Saint-Pierre-et-Saint-Paul (XVe) (XVIe),  Classée MH (1938)[31]. Édifice gothique du XVe siècle avec des parties du XVIe siècle. Les deux tours de façade sont inachevées. À l'intérieur se trouvent un lutrin, une toile de Nicolas Loir, des vitraux du XIXe siècle inspirés de ceux de Saint-Ouen de Rouen et des vitraux de Jean Barillet réalisés au XXe siècle[32];
- Le château du Neubourg (XIIIe) (XVIe),  Inscrit MH (2002)[33]. Il comprend aujourd'hui côté nord un front fortifié (tours, courtine, porte à pont-levis), correspondant côté sud à un logis du XIIIe siècle à grande salle sous charpente, et à la Maison Neuve (début XVIe siècle) ;
- Le château du Champ-de-Bataille[34] (XVIIe et XVIIIe),  Classé MH (1952),  Classé MH (1971),  Inscrit MH (1995) et  Classé MH (1995)[35]. Le jardin est labellisé  Jardin remarquable.
- Chapelle Saint-Jean : prieuré bénédictin ou abbaye de filles du même ordre attestée en 1638[36] fondée par Renée de Tournemine, veuve douairière du marquis du Neubourg, Alexandre de Vieux-Pont et première abbesse. Lui succédèrent les dames Françoise de Créquy (1640), Charlotte de Créquy (1678) puis Charlotte Maignart de Bernières (1709)[37].
- Cinéma Le Viking.
- Musée de l'écorché d'anatomie qui rend hommage à Louis Auzoux, inventeur des « écorchés d'anatomie », une technique qui, en son temps, fit le tour du monde et contribua à former les médecins.
- Musée du Charron Forgeron.
- Hippodrome du Neubourg.
- Statue en pierre de Jacques Charles Dupont de l'Eure réalisée par Roger Courroy, située place Dupont-de-l'Eure. L'originale en bronze de Louis-Émile Décorchemont est déboulonnée et fondue sous le régime de Vichy, dans le cadre de la mobilisation des métaux non ferreux.
- Le monument aux morts surmonté de la statue La Veuve et l'Orphelin réalisée par Hubert Yencesse, inauguré le 18 octobre 1953[38].

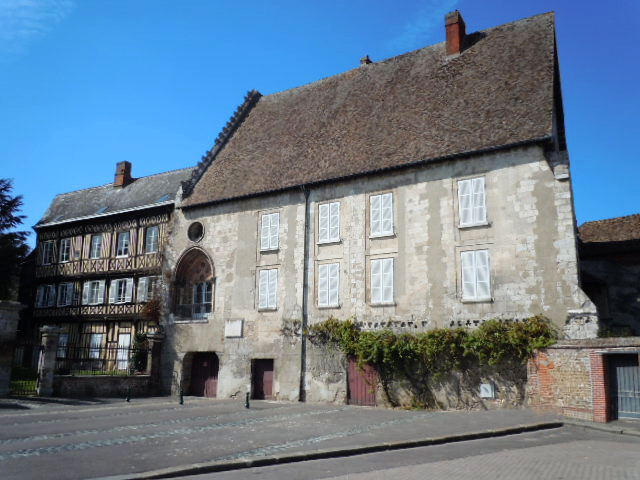
Le vieux château.
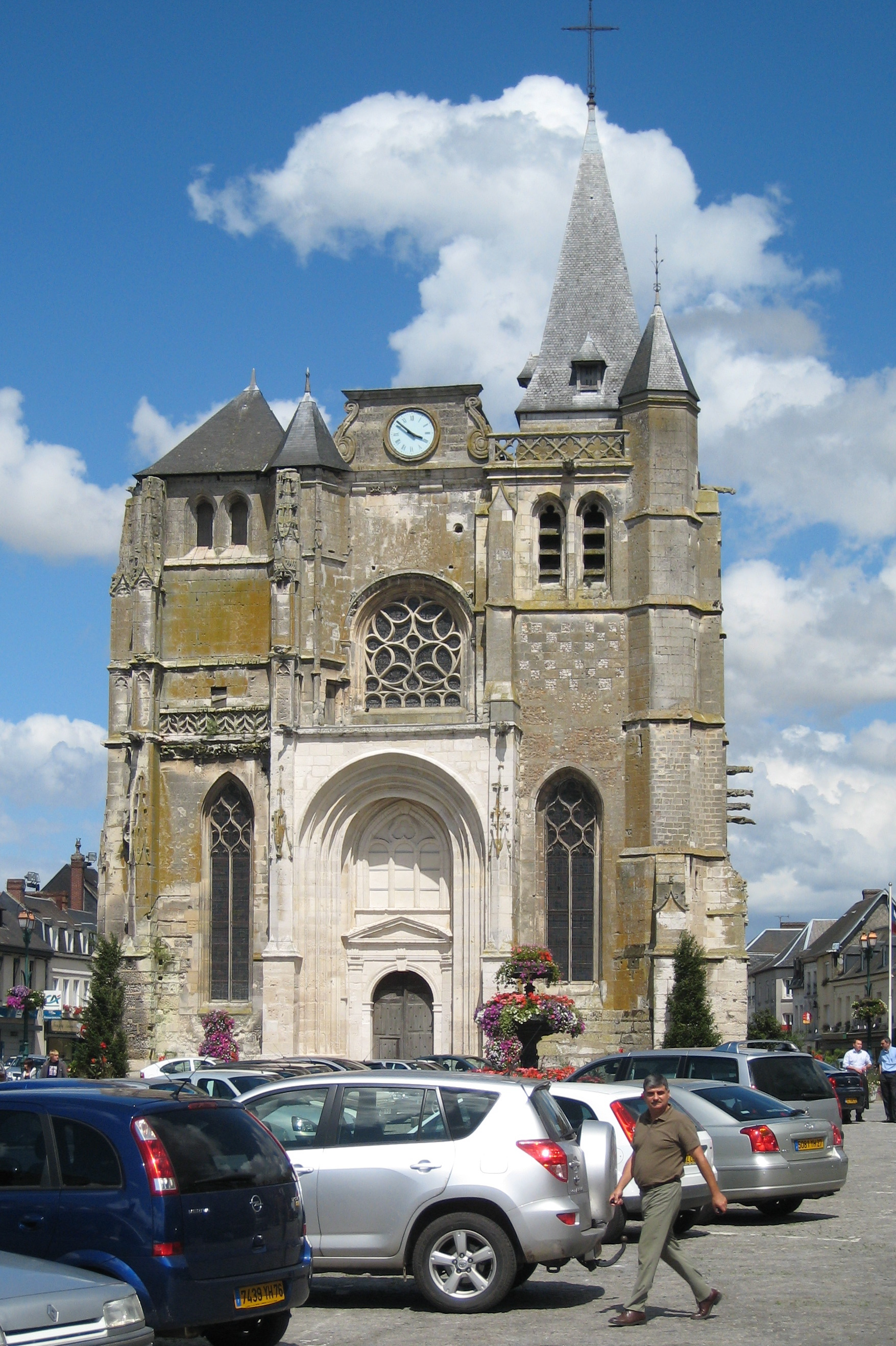
L'église.
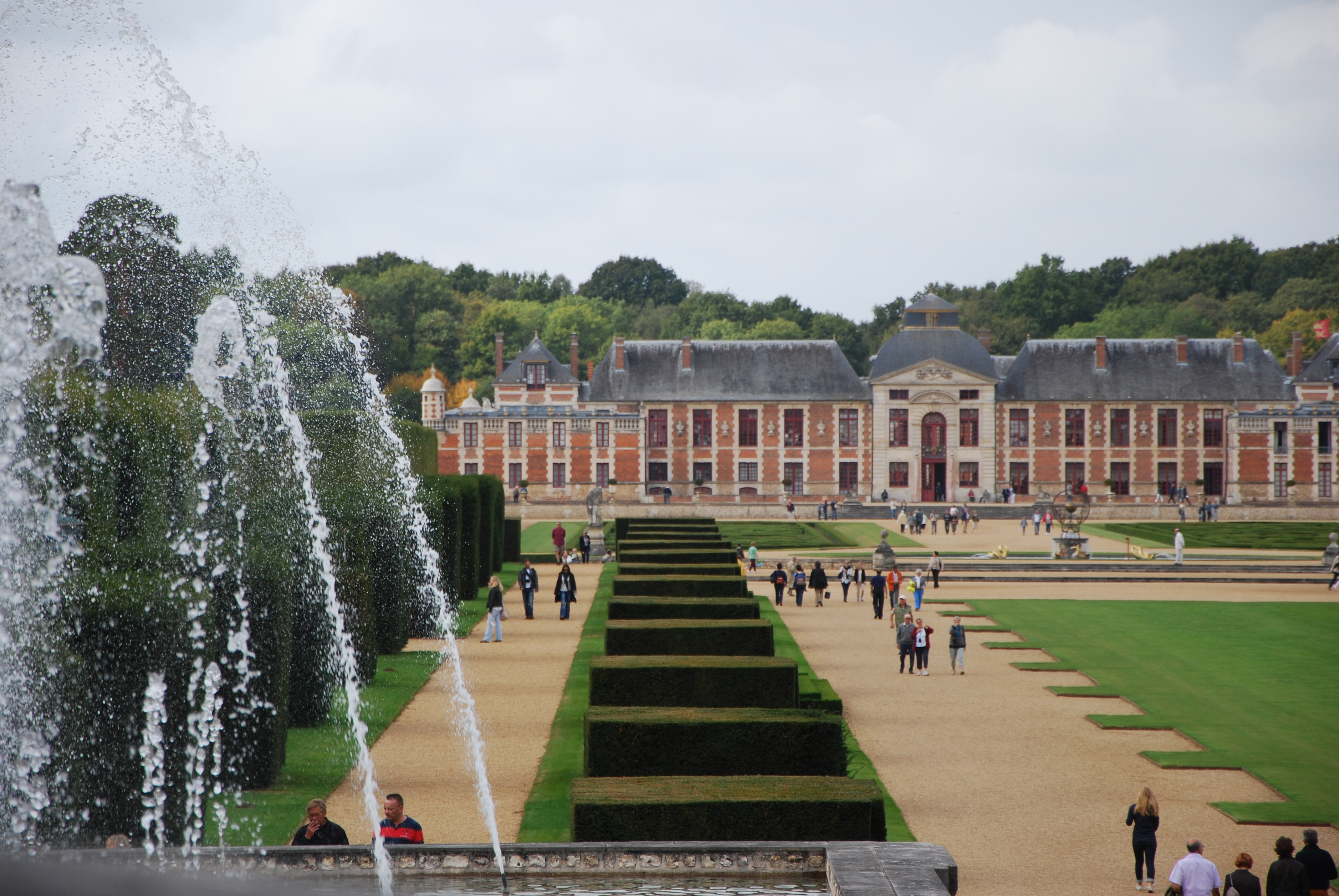
Château du Champ-de-Bataille.
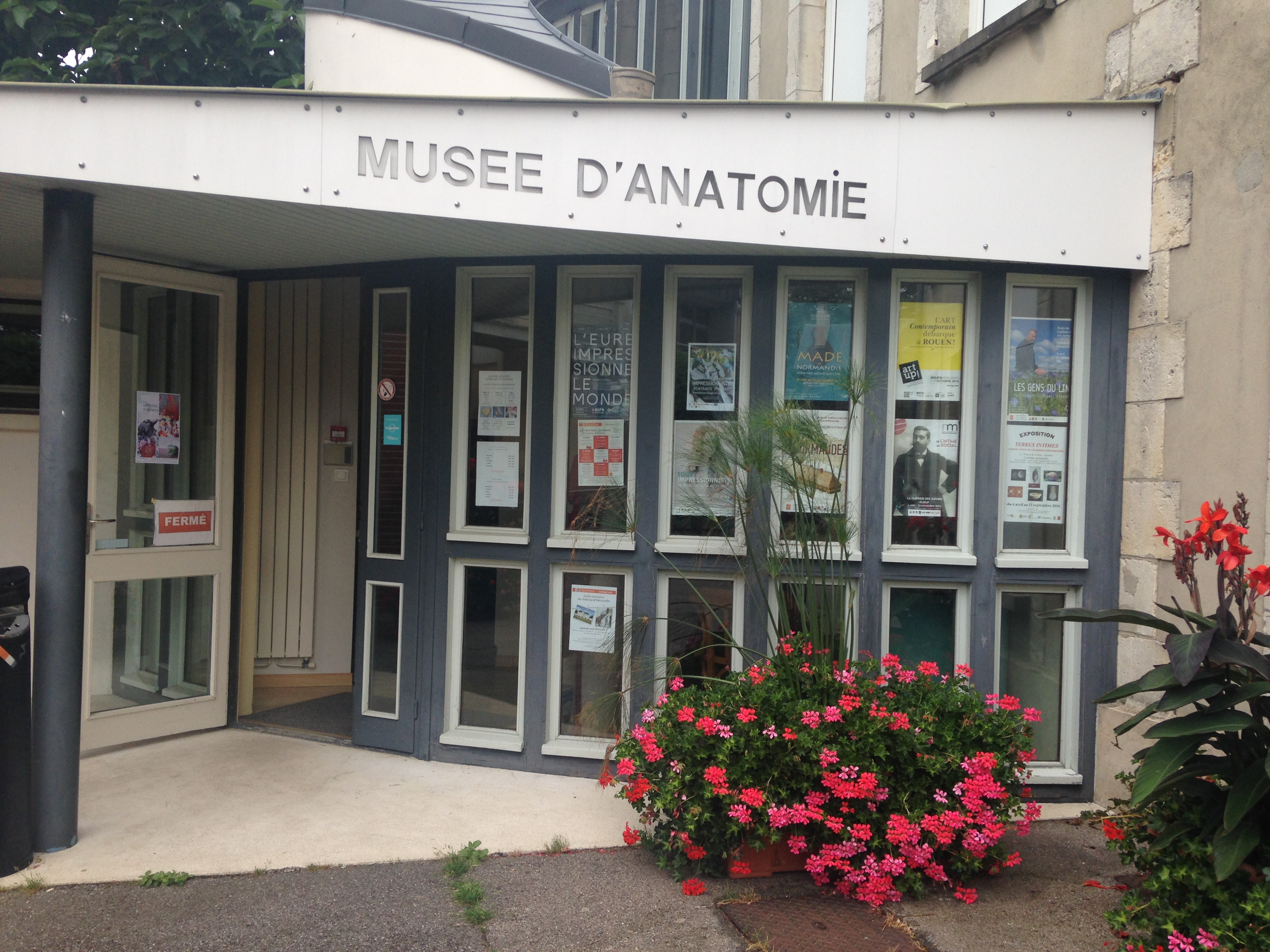
Musée de l'écorché.
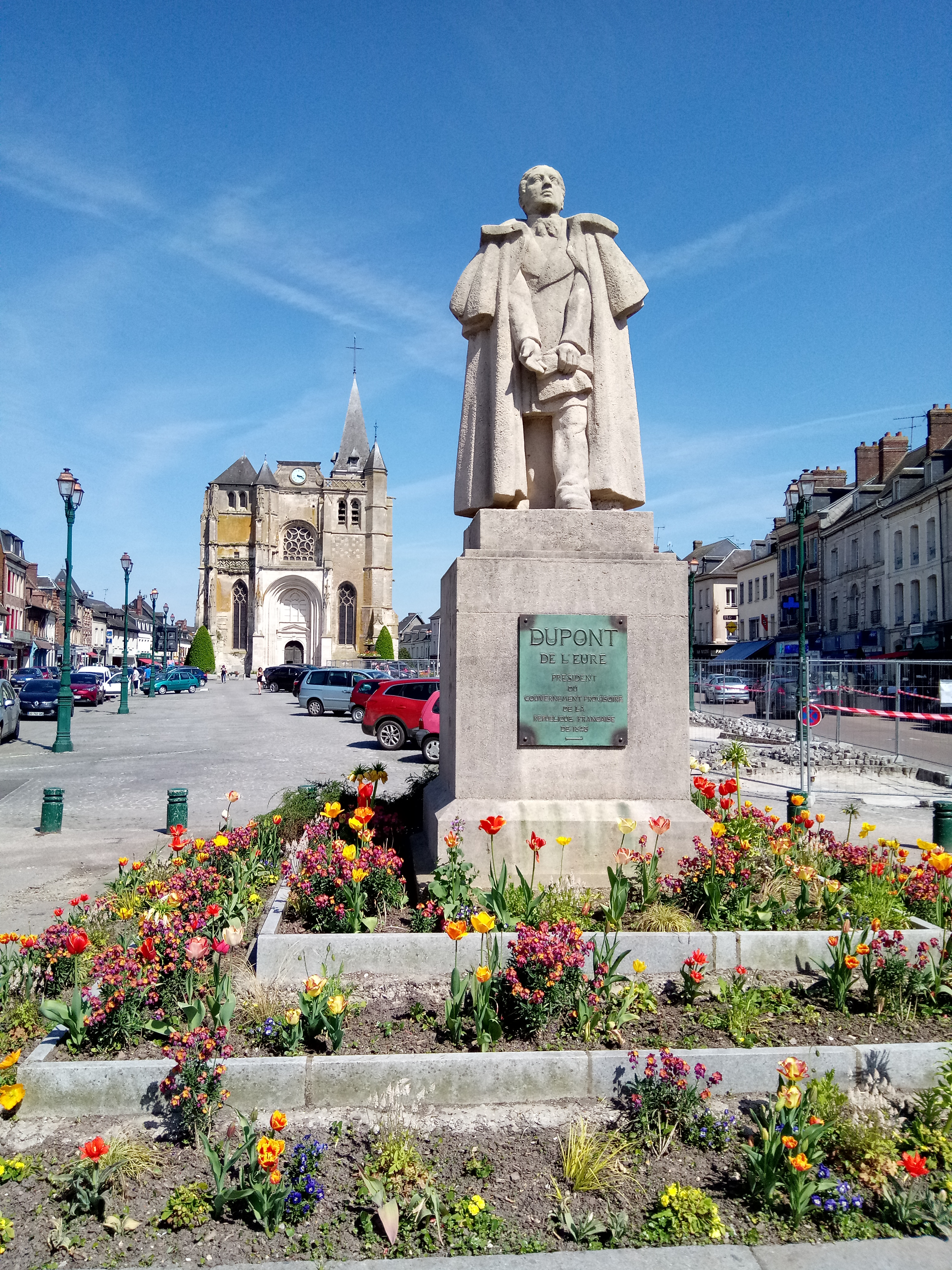
Statue de Jacques Charles Dupont de l'Eure.

### Patrimoine disparu

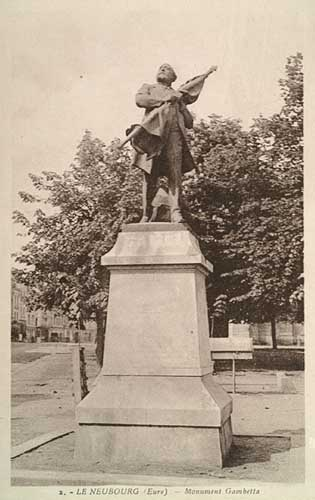
Statue de Léon Gambetta.

- Statue de Léon Gambetta réalisée en bronze par Raoul Verlet et inaugurée en 1921 sur la place Dupont-de-l'Eure. Elle est déboulonnée et fondue sous le régime de Vichy, dans le cadre de la mobilisation des métaux non ferreux.

### Patrimoine naturel

#### Sites inscrits
- L'avenue d’arbres qui relie le château du Champ-de-Bataille à la ville du Neubourg[39],  Site inscrit (1934) ;
- Le château du Neubourg, la maison normande, l'hôtel du Soleil d'Or au Neubourg,  Site inscrit (1943)[40] ;
- Les abords du château du Champ-de-Bataille […],  Site inscrit (1942)[41] (en ce qui concerne les immeubles bâtis, l'inscription vise les façades, élévations, toitures).

### Personnalités liées à la commune

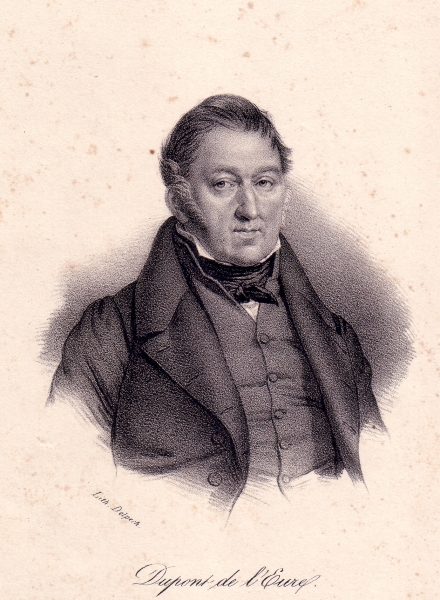
Jacques-Charles Dupont de l'Eure.

- Robert de Neubourg (1101-1159), noble normand.
- Alexandre de Crequy, constructeur du château du Champ-de-Bataille.
- Anne-François d'Harcourt, un des propriétaires du château du Champ-de-Bataille.
- Louise de Vieux-Pont, mère du marquis Alexandre de Sourdéac de Rieux.
- Pierre Corneille, auteur de La Toison d'or, premier opéra joué en France, au Neubourg, à l'initiative du marquis Alexandre de Sourdéac de Rieux[42].
- Nicolas Loir (1624-1679), peintre, auteur de La résurrection du Christ[43], dans l'église Saint-Paul.
- Pierre Dubuc de Rivery (1640-1708), héros de la guerre de 1658 contre les Indiens caraïbes.
- Jacques Charles Dupont de l'Eure (1767-1855), chef de l'État (24 février 1848 – 9 mai 1848).
- Louis Auzoux (1797-1878), docteur en médecine, né à Saint-Aubin-d'Écrosville.Louis Auzoux.

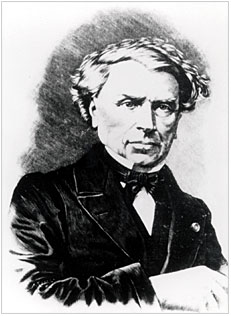
Louis Auzoux.

- Anne Antoine d'Aché (1701-1780), vice-amiral, natif du canton.
- Constance Louise Darru (1840-1899), peintre, native du Neubourg, épouse du peintre Jules Héreau.
- Arnould Galopin (1863-1934), romancier, natif de Marbeuf, qui vécut au Neubourg.
- Édouard Paul Mérite 1867-1941), peintre et sculpteur, natif de la commune.
- Gaston Leroux (1868-1927), romancier, avait ses attaches familiales dans le canton.
- Alexandre Duval (1875-1943), député de l'Eure de 1919 à 1942 et notaire.
- Roger Boucher (1885-1918), organiste et compositeur, natif de la commune.
- René Lebret (1886-1971), homme politique, natif de la commune.
- Pauline Peugniez (1890-1987), cartonnière, a travaillé dans le canton.
- Charles de Gaulle le 8 octobre 1944 passe au Neubourg, qu’il mentionne dans ses Mémoires de guerre[44],[45]
- Bernard Hillemand (1923-2015), professeur de médecine et membre de l'Académie nationale de médecine, résida dans le canton.
- Richard Allan (1942-...), ancien acteur pornographique, devenu chocolatier au Neubourg.
- Jacques Garcia (1947-...), décorateur, rénovateur du château du Champ-de-Bataille.
- Jean-François Miniac (1967-...), écrivain et auteur de bande dessinée, réside dans le canton.
- Christophe Rocancourt (1967-...), escroc médiatique, résida en famille d'accueil dans la commune.

## Culture
- Chaque année, en mars, a lieu l'élection de l'Ambassadrice du Neubourg et de la filière lin. Lors de la fête du Neubourg, la reine trône sur un char et salue la foule avec ses dauphines. Elle participe également à de nombreuses manifestations, même à l'extérieur de la ville.
- Tous les ans, en février et mars, a lieu le festival du dessin animé. Au programme : expositions, une semaine de projection au cinéma, animations diverses et interventions de prestigieux parrains.
- Le Neubourg est célèbre depuis le Moyen Âge pour son marché.